# Open di Zurigo 1998 - Doppio
Il doppio dell'Open di Zurigo 1998 è stato un torneo di tennis facente parte del WTA Tour 1998.
Martina Hingis e Arantxa Sánchez-Vicario erano le detentrici del titolo, ma quest'anno non hanno partecipato.
Serena Williams e Venus Williams hanno battuto in finale 5–7, 6–1, 6–3 Mariaan de Swardt e Olena Tatarkova.

## Teste di serie
1. Lindsay Davenport /  Nataša Zvereva (primo turno)
2. Alexandra Fusai /  Nathalie Tauziat (primo turno)
3. Lisa Raymond /  Rennae Stubbs (quarti di finale)
4. Yayuk Basuki /  Caroline Vis (primo turno)

## Tabellone

### Legenda
| - Q = Qualificato - WC = Wild card - LL = Lucky loser | - ALT = Alternate - SE = Special Exempt - PR = Protected Ranking | - w/o = Walkover - r = Ritirato - d = Squalificato |